# Union Mons-Hainaut in het seizoen 2021/22
Het seizoen 2021/2022 was het 63e jaar in het bestaan van basketbalclub Union Mons-Hainaut.

## Verloop
De club kwam uit in de nieuw opgerichte basketbalcompetitie van Nederland en België, de BNXT League. Bergen verloor in de vierde ronde van de BNXT League waar ze onderuit gingen tegen Leuven Bears. Ze wisten zich te kwalificeren voor de eindfase van het landskampioenschap waarin ze in de halve finale verloren van BC Oostende. In de beker gingen ze onderuit in de kwartfinale opnieuw tegen BC Oostende.

### Europees basketbal
Bergen speelde ook Europees dit seizoen, ze verloren van ZZ Leiden in de kwartfinale van de kwalificatie voor de Basketball Champions League. Ze kwamen dan terecht in de FIBA Europe Cup waarin ze derde werden in een groep met Sporting CP, Ionikos Nikaias BC en Antwerp Giants hierdoor werden ze uitgeschakeld.

## Ploeg
Antwerp Giants ·
Apollo Amsterdam ·
Aris Leeuwarden ·
BAL ·
Union Mons-Hainaut ·
Den Helder Suns ·
Donar ·
Feyenoord ·
Heroes Den Bosch ·
Kangoeroes Basket Mechelen ·
Landstede Hammers ·
Leuven Bears ·
Liège Basket ·
Limburg United ·
Okapi Aalst ·
Oostende ·
Phoenix Brussels ·
Spirou Charleroi ·
The Hague Royals ·
Yoast United ·
ZZ Leiden